# Megapente (figlio di Menelao)
Megapente (in greco antico: Μεγαπένθης?, Megapénthēs) è un personaggio della mitologia greca, figlio di Menelao e di una concubina chiamata Teride (o Pieride).

## Mitologia
Secondo la leggenda, nacque mentre la consorte del padre (Elena), si trovava a Troia con Paride ed era in corso la guerra di Troia.
Succedette al trono dopo che il padre morì e mentre Elena era in esilio.
Sposò una figlia di Alettore che Omero nell'Odissea cita con il nome di Iphiloche (o Echemela). 
Megapente con il fratello Nicostrato sono stati raffigurati sul trono di Amyclae seduti sulla sella di un solo cavallo.